# Йосиф Пелагонийски
 Тази статия е за митрополита на Вселенската патриаршия.  За митрополита на Охридската архиепископия вижте Йосиф Пелагонийски (XVIII век).  
Йосиф (на гръцки: Ἰωσὴφ) е православен духовник, митрополит на Вселенската патриаршия.

## Биография
Роден е около 1760 година в Мудания. В 1801 година е ръкоположен за титулярен мелитуполски епископ. От декември 1802 година до август 1809 година е дебърски митрополит.
През август 1809 година става пелагонийски митрополит в Битоля. Споменат е през месец май 1824 година сред подписалите едно синодално решение и послание на патриарх Антим III Константинополски.
В 1825 година е преместен като митрополит на Никейската епархия, където остава до 2 юни 1858 година или до смъртта си в 1859 година. В 1828 година заедно със Захарий Халкидонски, Мелетий Янински, Мелетий Лариски, великия протосингел и патриаршеския касиер Дионисий Тапинос заминават за Пелопонес като пратеници на Високата порта, за да постигнат успокояване на духовете по време на Гръцкото въстание. Срещат се и с Ибрахим паша и с Йоанис Каподистрияс, но не постигат нищо.
Умира на 18 юни 1859 година в Мудания.